# Сагария, Баджгур Еснатович
Баджгур Еснатович Сага́рия (Сагариа) (абх. Саҕариа Баџьгур Еснаҭ-иҧа; 1 мая 1926, Ачандара — 16 ноября 2005, Сухум) — советский и абхазский историк, доктор исторических наук (1983), профессор Абхазского государственного университета (1995), главный научный сотрудник и заведующий отделом истории Абхазского института гуманитарных исследований. Специалист по советской истории Абхазии. Действительный член Академии наук Абхазии, лауреат Государственной премии Абхазской АССР имени Д. И. Гулиа (1984).

## Биография
Родился 1 мая 1926 года в селе Ачандара, Гудаутский уезд, ССР Абхазия. Окончил среднюю школу в родном селе. Во время Второй мировой войны состоял в истребительном батальоне. В 1954 году окончил историко-филологический факультет Ростовского государственного университета и вступил в КПСС. В 1954—1958 годах находился на партийной работе. В 1961 году завершил теоретический курс аспирантуры.
В 1958—1961 годах учился в аспирантуре в Сухумском государственном педагогическом институте (сейчас Абхазский государственный университет) под руководством Г. А. Дзидзария. В 1965 году защитил диссертацию «Образование Абхазской АССР» и получил учёную степень кандидата исторических наук.
В 1962—2005 годах работал в Абхазском институте языка, литературы и истории (ныне Абхазский институт гуманитарных исследований), занимал должности научного сотрудника, заведующего отделом, ведущего научного сотрудника, а с 2001 года — главного научного сотрудника отдела истории.
В 1983 году под руководством А. Э. Куправа защитил диссертацию «Образование и укрепление Советской национальной государственности в Абхазии (1921—1938)» и получил учёную степень доктора исторических наук. По совместительству преподавал в Абхазском государственном университете, в 1995 году получил учёное звание профессора. В 1997 году при учреждении Академии наук Абхазии (АНА) избран её действительным членом; также являлся секретарём отделения гуманитарных наук АНА и председателем научного общества имени Г. А. Дзидзария.
Умер 16 ноября 2005 года в Сухуме.

## Научная деятельность
Область научных интересов: история национально-государственного строительства в советской Абхазии, консолидация абхазской народности в нацию, формирование культурной общности народа, революционно-освободительное движение в Абхазии.
Публиковался на русском и абхазском языках. Автор более 270 работ, из них около 80 научных работ, из них — 16 монографий и сборников. Основное направление научной деятельности — изучение истории советской национальной государственности Абхазии.

## Награды
- Действительный член Академии наук Абхазии (1997)[6]
- Государственная премия Абхазской АССР имени Д. И. Гулиа (1984) за монографию «Образование и укрепление советской государственности в Абхазии (1921—1938)»[2]
- Орден «Честь и слава» II степени (Абхазия)[3]
- Медаль «Ветеран труда» (трижды)[2]
- Медаль «За оборону Кавказа» (1942)[2]
- Медаль «За доблестный труд в Великой Отечественной войне 1941—1945 гг.» (1944)[2]
- Заслуженный работник культуры Абхазской АССР (1976)[2]
- Заслуженный деятель науки Республики Адыгея (1995)[2]

## Критика
Абхазский историк С. Ш. Салакая пишет, что почти во всех своих работах вплоть до конца 1980-х годов Сагария «вынужден был поддержать существование в то время утверждение, что „хотя Абхазская республика по форме своего существования занимала особое положение в составе ССР Грузии, чем Аджария и Юго-Осетия, но фактически она являлась автономной частью Грузии“», а также был вынужден «обходить и вопросы сильнейшего давления со стороны Сталина и руководства Грузии в вопросе принуждения Абхазии» к понижению её статуса.
Также он отмечает, что в работах Сагария советского периода не упоминается о «неучастии в целом абхазского народа в революционном движении, так как, это противоречило установившейся в советской историографии традиции о всеобщем характере революции 1905—1907 гг. и активного участия в ней угнетенных национальностей царской России» и «лишь вскользь говорится о грубейших нарушениях социалистической законности, происходивших в то время».
При этом Салакая считает, что работы Сагария «содержат много положительных сторон, которые с лихвой покрывают указанные огрехи»: в них «содержится огромный фактический материал, который позволяет чуть ли не по дням воссоздать происходившие события» и имеет место «очень широкое использование архивных документов, часто впервые введенных в научный оборот, справочной и иной литературы, значительная часть из которой ныне библиографическая редкость», а «сделанные выводы в поддержку официальных взглядов и реверансы в стороны партии позволяли пройти через цензуру документам и фактам, им противоречащим».
Также Салакая пишет, что «как только появилась возможность писать без идеологического давления, Б. Е. Сагария стремился донести правду до читателя» и писал о «переселении в Абхазию грузинского населения в годы меньшевистской оккупации, о границах Абхазии в этот период, а также об изменении статуса Абхазии под давлением Тбилиси в 20-30-е годы XX в., о массовых репрессиях и т. д.».